# 11-es busz (Szekszárd)
A szekszárdi 11-es jelzésű autóbusz az Autóbusz-állomás és Hosszú-völgy között a keleti iparterületet feltárva közlekedett. A vonal kelet-nyugati irányban szelte ketté a várost. Reggel az Autóbusz-állomásról induló járatok csak az ipartelepen közlekedtek.

## Története
2022 előtt egy gyűjtőfogalom volt mely a Szekszárdra északi irányból érkező illetve északi irányba induló helyközi autóbuszokat jelentette.
2022-ben az elnevezést A Hosszú-völgy -Szent László utca - Wesselényi utca - Holub József utca -Autóbusz állomás - Zrínyi utca - Palánk, vegyesbolt útvonalon közlekedő járat kapta meg.

2023-ban a vonal más szerepet kapott, útvonala megváltozott, Hosszú-völgy és az ipartelep közötti kapcsolat biztosítása lett a fő feladata.

2024 október 7-től a vonal megszüntetésre került.

## Útvonala
| Autóbusz-állomás – Keselyűsi út – Béke telep - Autóbusz- állomás - Liszt Ferenc tér – Szent László utca – Béla király tér – Bartina utca – Remete utca – Kápolna tér – Hosszú-völgy | Hosszú-völgy – Kápolna tér – Remete utca – Bartina utca – Béla király tér – Szent László utca – Széchenyi utca – Szent István tér – Autóbusz-állomás - Keselyűsi út - Béke telep - Autóbusz-állomás |

## Megállóhelyei
| sz. | Megállóhely neve  | Menetidő (perc) | Menetidő (perc) | Átszállási kapcsolatok | Létesítmények                  |
| --- | ----------------- | --------------- | --------------- | ---------------------- | ------------------------------ |
| 0   | Autóbusz-állomás  | 0               | 25              |                        | Autóbusz-állomás, Vasútállomás |
| 1   | Epreskert utca    | 3               | 17              |                        |                                |
| 2   | Aranytó utca      | 4               | 18              |                        |                                |
| 3   | Tolnatej Zrt.     | 5               | 19              |                        |                                |
| 4   | Béke telep        | 7               | 21              |                        |                                |
| 5   | Páskum utca       | 8               | 22              |                        |                                |
| 6   | Autóbusz állomás  | 11              | 14              |                        |                                |
| 7   | Szent István tér  | 13              | 12              |                        |                                |
| 8   | Liszt Ferenc tér  | 14              | ∫               |                        |                                |
| 9   | Posta             | ∫               | 10              |                        |                                |
| 10  | Szent László utca | 16              | 9               |                        |                                |
| 11  | Béla király tér   | 18              | 8               |                        |                                |
| 12  | Kisbödő           | 21              | 5               |                        |                                |
| 13  | Remete u. 44.     | 22              | 4               |                        |                                |
| 14  | Remete u. 56.     | 23              | 3               |                        |                                |
| 15  | Kápolna tér       | 24              | 2               |                        |                                |
| 16  | Hosszú-völgy      | 26              | 0               |                        |                                |